# Dolomitično područje Vrtaljica
Dolomitično područje Vrtaljica je specijalni botanički rezervat proglašen 1956. godine. Glavni razlog zbog kojeg je ovo područje zaštićeno je što su ovdje dolomiti uvjetovali stvaranje posebne vegetacije s endemskim biljem pod utjecajem mediteranske klime. Od ukupnog broja biljnih vrsta 7% čine reliktne i endemske vrste.
Zaštićeno područje ima površinu od 56 hektara i nalazi se sjeveroisočno od općinskog središta Konjica. Dio rezervata se naslanja na samu gradsku jezgru. Postoji inicijativa da se ovo područje zaštiti kao spomenik prirode.